# Karel Zijlstra

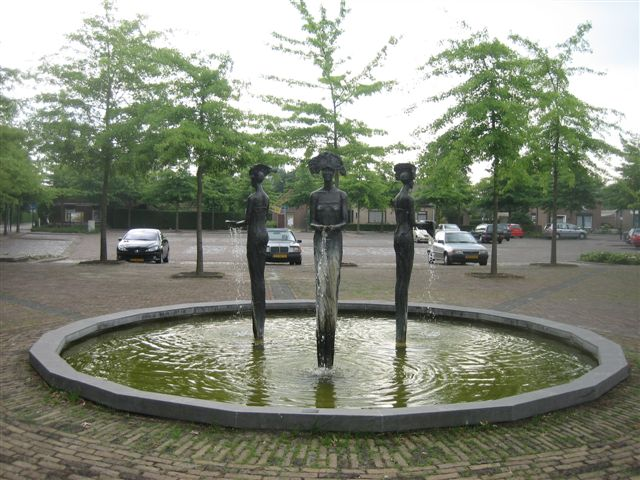
Vrouwen van de bron (1998), Wanroij.

Karel Zijlstra (Leeuwarden, 1958) is een Nederlandse beeldhouwer en fotograaf.

## Leven en werk
Zijlstra werd opgeleid aan de Academie voor Industriële Vormgeving in Eindhoven. Vanaf 1989 richtte hij zich volledig op het beeldhouwen met brons. Een belangrijke inspiratiebron voor zijn beeldhouwkunst is de Keltische en middeleeuwse literatuur. Zijlstra is ook actief als fotograaf. Zijn werk wordt tentoongesteld in binnen- en buitenland.
Zijlstra woont sinds 2017 op Vlieland, waar hij een beeldentuin heeft aangelegd.